# كاجاران
كاجاران (بالإنجليزية: Kajaran)‏ هي municipality of Armenia تقع في أرمينيا في محافظة سيونيك. يقدر عدد سكانها بـ 8,500 نسمة ومساحتها 2.8 كم2 وترتفع عن سطح البحر 1,950 متر.